# Guizancourt
Guizancourt é uma comuna francesa na região administrativa de Altos da França, no departamento de Somme. Estende-se por uma área de 5,94 km². Em 2010 a comuna tinha 136 habitantes (densidade: 22,9 hab./km²).